# Hendley
Hendley és una població dels Estats Units a l'estat de Nebraska. Segons el cens del 2000 tenia 38 habitants.

## Demografia
Segons el cens del 2000, Hendley tenia 38 habitants, 16 habitatges, i 9 famílies. La densitat de població era de 69,9 habitants per km².
Dels 16 habitatges en un 25% hi vivien nens de menys de 18 anys, en un 50% hi vivien parelles casades, en un 6,3% dones solteres, i en un 43,8% no eren unitats familiars. En el 37,5% dels habitatges hi vivien persones soles el 18,8% de les quals corresponia a persones de 65 anys o més que vivien soles. El nombre mitjà de persones vivint en cada habitatge era de 2,38 i el nombre mitjà de persones que vivien en cada família era de 3,22.
Per edats la població es repartia de la següent manera: un 23,7% tenia menys de 18 anys, un 10,5% entre 18 i 24, un 26,3% entre 25 i 44, un 26,3% de 45 a 60 i un 13,2% 65 anys o més.
L'edat mediana era de 41 anys. Per cada 100 dones de 18 o més anys hi havia 107,1 homes.
La renda mediana per habitatge era de 30.000 $ i la renda mediana per família de 48.750 $. Els homes tenien una renda mediana de 50.625 $ mentre que les dones 13.750 $. La renda per capita de la població era de 13.550 $. Aproximadament el 33,3% de les famílies i el 26,5% de la població estaven per davall del llindar de pobresa.

## Poblacions més properes
El següent diagrama mostra les poblacions més properes.